# Скобєлєв Олександр Олегович
Скобєлєв Олександр Олегович (10 липня 1965 — 24 вересня 1984) — радянський військовик, учасник афганської війни.

## Життєпис

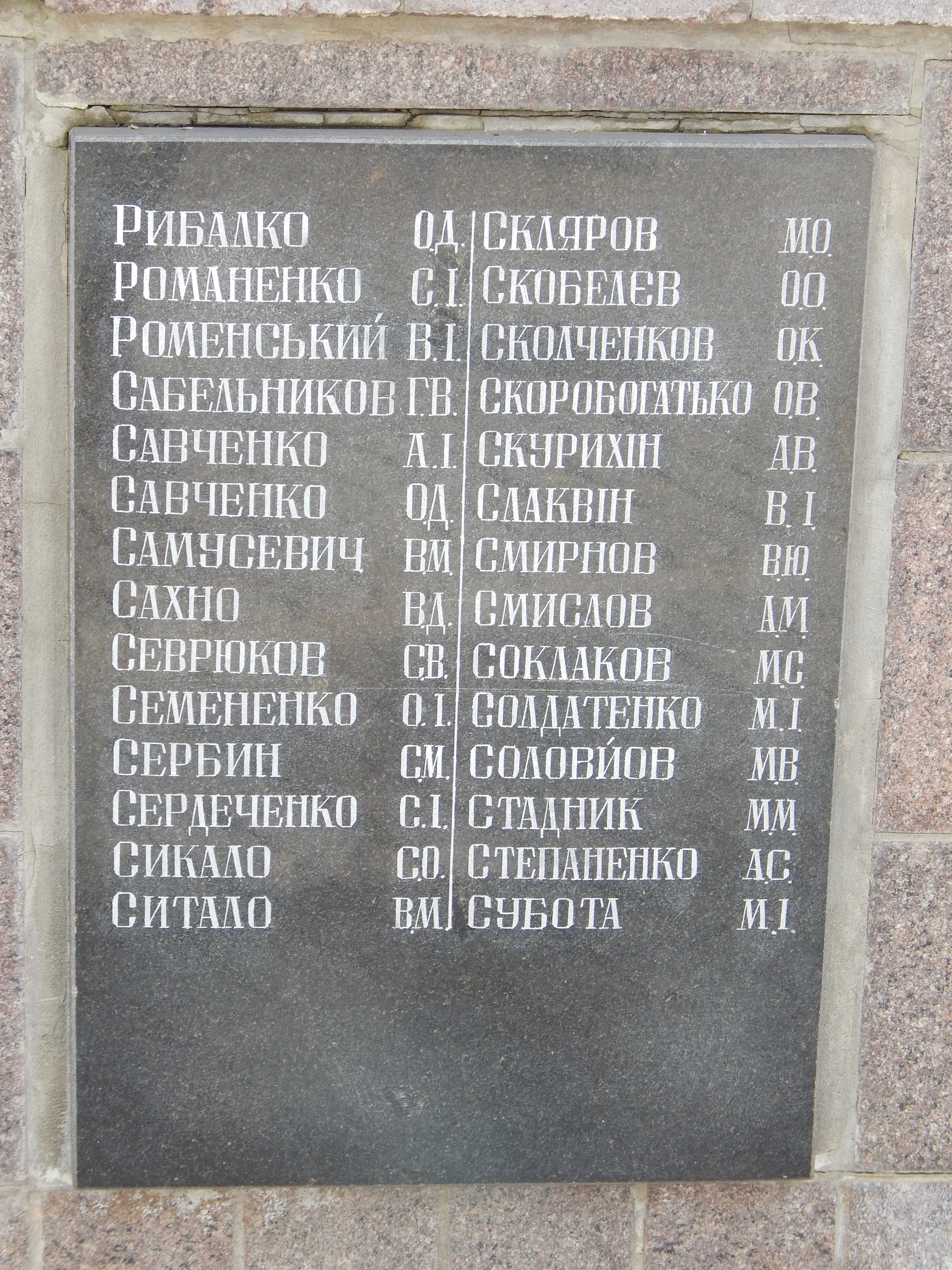
Плита із прізвищем Скобєлєва на меморіалі у Харкові.

Народився 10 липня 1965 в місті Ізюм Харківської області. Працював слюсарем на Ізюмському приборобудівельному заводі.
До Збройних Сил СРСР призваний 30 вересня 1983 року. До Республіки Афганістан прибув у квітні 1984 року. Брав участь у чотирьох бойових операціях.
Загинув у бою в провінції Балх 24 вересня 1984 року.
Похований в рідному місті.

## Нагороди
- орден Червоної Зірки (посмертно)